# João Virgínia
João Virgínia, né le 10 octobre 1999 à Faro au Portugal, est un footballeur portugais qui évolue au poste de gardien de but au Sporting CP.

## Biographie

### Débuts et formation
Passé par les équipes de jeunes du Benfica Lisbonne, João Virgínia rejoint l'Angleterre et le centre de formation de l'Arsenal FC en 2015, alors qu'il est âgé de quinze ans. Après trois saisons passées sous le maillot des moins de dix-huit ans puis des moins de vingt-trois de l'équipe londonienne, le jeune gardien de but portugais s'engage avec l'Everton FC le 3 août 2018. Recruté en qualité de troisième gardien, il est mis à la disposition de l'équipe des moins de vingt-trois ans qui remporte le titre de champion d'Angleterre de Premier League 2.
Le 11 juillet 2019, le gardien portugais est prêté pour une saison au Reading FC. Il ne joue que trois matchs avec le club de D2 anglaise avant d'être rappelé par Everton le 7 janvier 2020.
Le 16 septembre 2020, Virgínia joue son premier match avec Everton en étant titularisé lors d'un match de Coupe de la Ligue anglaise contre Salford City (victoire 3-0).

### En sélection nationale
Sélectionné en tant que troisième gardien dans l'effectif de l'équipe du Portugal des moins de 17 ans qui participe au Championnat d'Europe en 2016, Virgínia ne participe cependant à aucun match lors de cette compétition que les Portugais remportent face à l'Espagne.
Deux ans plus tard, il participe au championnat d'Europe des moins de 19 ans 2018 avec la sélection portugaise. Il commence le tournoi en tant que gardien de but remplaçant et entre en jeu à la place de Diogo Costa lors de la demi-finale remportée 0-5 face à l'Ukraine. Le 29 juillet 2018, Virgínia est titulaire dans les cages à l'occasion de la finale, que le Portugal remporte contre l'Italie (3-4 après prolongation).

## Statistiques
| Saison                | Club                  | Championnat           | Championnat | Championnat | Coupe nationale | Coupe nationale | Coupe de la Ligue | Coupe de la Ligue | Compétition(s) continentale(s) | Compétition(s) continentale(s) | Compétition(s) continentale(s) | Total | Total |
| Saison                | Club                  | Division              | M.          | B.          | M.              | B.              | M.                | B.                | Comp.                          | M.                             | B.                             | M.    | B.    |
| 2020-2021             | Everton FC            | Premier League        | 1           | 0           | 1               | 0               | 1                 | 0                 | -                              | -                              | -                              | 3     | 0     |
| 2023-2024             | Everton FC            | Premier League        | -           | -           | 3               | 0               | -                 | -                 | -                              | -                              | -                              | 3     | 0     |
| 2024-2025             | Everton FC            | Premier League        | -           | -           | 1               | 0               | 1                 | 0                 | -                              | -                              | -                              | 2     | 0     |
| Sous-total            | Sous-total            | Sous-total            | 1           | 0           | 5               | 0               | 2                 | 0                 | -                              | -                              | -                              | 8     | 0     |
| 2019-2020             | Reading FC (prêt)     | Championship          | 2           | 0           | -               | -               | 1                 | 0                 | -                              | -                              | -                              | 3     | 0     |
| 2021-2022             | Sporting CP (prêt)    | Primeira Liga         | 1           | 0           | 4               | 0               | 2                 | 0                 | C1                             | 1                              | 0                              | 8     | 0     |
| 2022-2023             | SC Cambuur (prêt)     | Eredivisie            | 17          | 0           | 1               | 0               | -                 | -                 | -                              | -                              | -                              | 18    | 0     |
| Sous-total            | Sous-total            | Sous-total            | 20          | 0           | 5               | 0               | 3                 | 0                 | -                              | 1                              | 0                              | 29    | 0     |
| Total sur la carrière | Total sur la carrière | Total sur la carrière | 21          | 0           | 10              | 0               | 5                 | 0                 | -                              | 1                              | 0                              | 37    | 0     |

## Palmarès

### En sélection
- Portugal -17 ans
  - Vainqueur du Championnat d'Europe en 2016.

- Portugal -19 ans
  - Vainqueur du Championnat d'Europe en 2018.

- Portugal espoirs
  - Finaliste du Championnat d'Europe en 2021.